# Valea Scurtă
Valea Scurtă (węg. Kurtapatak) – wieś w Rumunii, w okręgu Covasna, w gminie Estelnic. W 2011 roku liczyła 284 mieszkańców.